# 헤르만 괴링 국가 군수품
헤르만 괴링 국가 군수품(독일어: Reichswerke Hermann Göring 라이히스베르케 헤르만 괴링[*])은 1937년부터 1945년까지 나치 독일의 산업 복합기업이었다. 이 기업은 사유 제철소들이 경제성이 없다고 판단한 잘츠기터의 국내 철광석을 채굴하고 가공하기 위해 설립되었다. 국영인 군수품 기업 아돌프 히틀러의 전략 및 경제적 비전과 일치하게 민간 자본가들의 계획과 의견에 관계없이 광석 채굴과 강철 생산의 성장을 가속화하는 수단으로 여겨졌다. 1937년 11월, 국가 항공 장관 헤르만 괴링은 국가 재정에 대한 무제한 접근권을 얻어 합병을 시작했으며, 라인메탈을 흡수하면서 군수 산업으로 다각화했다. 괴링 자신은 라이히스베르케를 감독했지만, 어떤 의미로도 소유하지 않았고 직접적인 개인적 이득을 얻지 못했지만, 때로는 개인 경비로 현금을 인출하기도 했다.
안슐루스 이후, 라이히스베르케는 사유 독일 투자자들이 소유한 기업들을 포함한 오스트리아 중공업을 흡수했다. 린츠의 제철소 및 지원 회사들은 가장 중요한 자산이 되었다. 나치 지도부는 점령된 자산을 국가의 재산으로 간주했으며, 독일 기업과 전리품을 공유할 의사가 없었다. 체코슬로바키아 점령 이후, 라이히스베르케는 체코 중공업의 50~60%를 흡수했다. 이러한 패턴은 점령된 폴란드, 프랑스, 소련에서도 반복되었다. 라이히스베르케는 라트비아의 리에파야와 동부 우크라이나의 도네츠크와 같이 본사에서 멀리 떨어진 곳에서도 점령된 자산을 운영했다. 제2차 세계 대전 동안 독일 강철 생산량의 8분의 1을 제공했으며, 사적인 이해관계와 독립적인 나치 통제 군산 복합체를 만들었다. 1941년 말까지 라이히스베르케는 틀:라이히스마르크의 자본과 약 50만 명의 노동자를 가진 유럽에서, 그리고 아마도 전 세계에서 가장 큰 기업이 되었다.
1942년 라이히스베르케의 비효율적인 기업 구조는 규모가 축소되었다. 무기 및 군수품 자산은 군수성에 통합되었다. 라이히스베르케의 광업 및 철강 핵심 부문은 전쟁이 끝날 때까지 괴링의 감독 아래 운영되었지만, 손실을 보았다. 이 복합기업은 1944년에서 1945년 사이에 연합군에 의해 해체되었지만, 잘츠기터 공장은 1953년까지 라이히스베르케로 계속 운영되었다. 괴링의 문장을 닮은 라이히스베르케 로고는 1980년대 중반까지 파이네+잘츠기터에서 계속 사용되었다.

## 잘츠기터

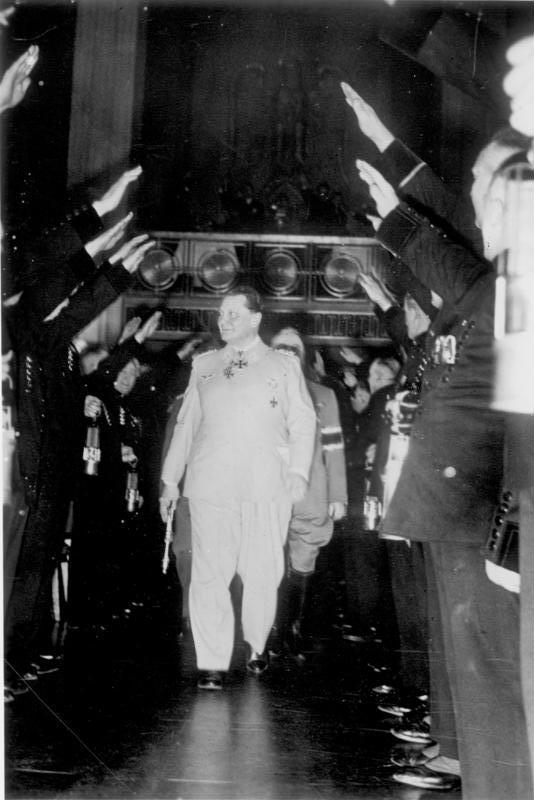
1941년. 베를린에서 광업 관계자 회의에 참석한 괴링. 기록 보관소 설명에 따르면, 625명 중 57명만이 라이히스베르케 소속이었다.

1935년에서 1936년 사이에 루르 지역에 집중된 독일 철강 산업은 대공황에서 회복되어 공장들이 거의 완전히 가동되었다. 이 산업은 사유 기업인 Vereinigte Stahlwerke (VS), 크루프, Gutehoffnungshütte, 만네스만에 의해 지배되었다. 독일에서 가공되는 철광석의 4분의 3은 수입되었으며, 잘츠기터 지역의 국내 광석 매장량은 경제성이 너무 낮다고 여겨졌다. 철강 수요는 군비 지출 증가와 함께 상승하여 수입 의존도를 더욱 높였다. 국가사회주의 독일 노동자당 내부의 영향력 있는 인물들, 특히 히틀러의 경제 고문인 빌헬름 케플러는 국내 철광석 채굴 증진을 촉구했다.
철광석은 4개년 계획 (1936-1940)의 주요 문제가 되었다. 1936년 10월, 괴링은 영국 코비의 스튜어츠 앤 로이드 주조 공장이 저품질 광석을 성공적으로 제련했다는 사실을 알게 되었다. 이 새로운 기술은 괴링의 계획에 대한 장벽을 제거했다. 1936년 12월, 괴링은 국내 광석, 철강 프로그램이 국가적 우선순위가 되었으며, 자원의 사유 소유자들의 주저함이나 방해를 용납하지 않을 것이라고 발표했다. 민간 자본은 급속한 성장에 대한 반대를 제기했고, 괴링은 광석 채굴을 국가 통제하에 두기로 결정했다.
1937년 상반기 내내 괴링은 자급자족 철강 산업을 주장하며 철강 대기업에 반대했다. 그의 급진적인 주장은 그의 정치적 영향력을 높이고 반대 의견을 잠재웠다. 괴링의 경제를 아돌프 히틀러의 전략 계획에 맞추려는 목표는 나치 언론의 전폭적인 지지를 받았다. 광석 수입에 의존하는 위험은 스웨덴의 파업과 반나치 정서, 그리고 프랑스의 인민전선의 성공으로 입증되었다. 1937년 7월, 철강 대기업들은 루르 지역을 능가하는 완제품 철강 생산을 목표로 하는 통합 국영 기업인 라이히스베르케를 설립하는 법령에 놀랐다. 과도한 산업 생산 능력과 국가와의 치열한 경쟁을 두려워한 그들은 괴링의 야망을 억제할 방법을 신중하게 논의했다. 그들은 괴링의 적수인 경제 장관 얄마르 샤흐트와 손을 잡았고, 샤흐트는 괴링의 프로젝트에 국가 재정 지원을 거부했다.
1937년 7월 23일, 괴링은 라이히스베르케가 잘츠기터 광석 채굴 및 가공을 시작할 것이며, 정부가 새로운 기업의 소수 지분과 교환하여 사유 광석 매장지를 인수할 것이라고 발표했다. 파울 플라이거가 전무이사가 되었다. 비평가들은 잘츠기터 프로젝트가 3년 안에 생산할 수 있는 것보다 더 많은 철강을 소비할 것이라고 주장했다. 루르 지역은 협력적인 대응을 시도했지만, 도청과 감시로 괴링은 철강 대기업들의 움직임을 미리 알았고, 개인적인 위협과 약속을 통해 그들의 조직적인 행동을 선점했다. 철강 대기업들은 정권과의 공개적인 대결을 피했지만, 나치 지도부와 대기업 간의 신뢰는 영원히 상실되었다. 샤흐트는 1937년 11월 사임할 수밖에 없었고, 그의 직무는 괴링에게 넘어갔다.

## 노동력

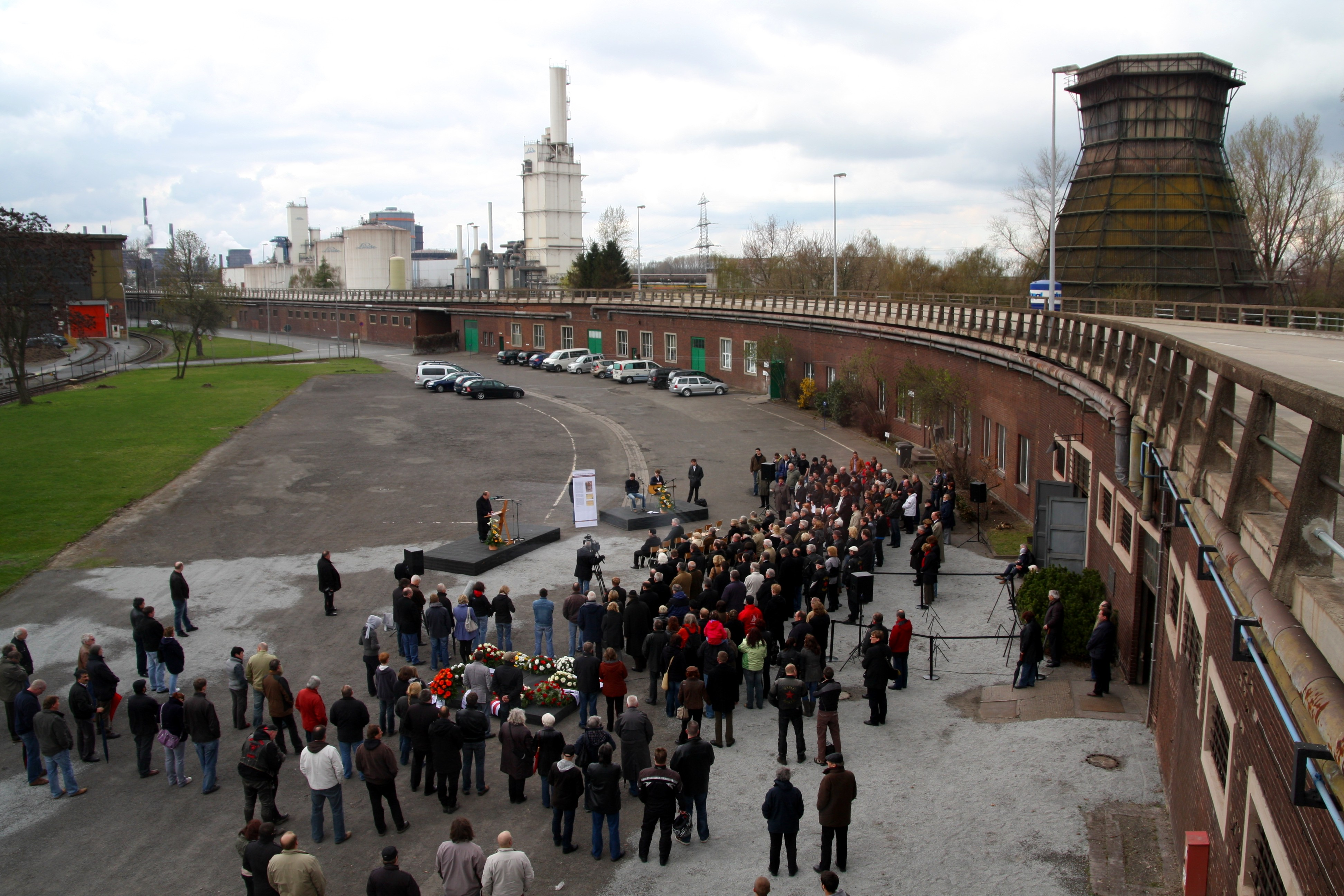
드루테 강제 수용소 기념관, 잘츠기터

잘츠기터 프로젝트는 독일 전역, 오스트리아, 이탈리아, 네덜란드 및 기타 국가에서 인력을 모집했다. 1939년 10월 첫 선철을 생산했고, 1940년 8월 첫 강철을 생산했다. 1940년 3월부터 대형 금속 가공 공장인 슈탈베르케 브라운슈바이크가 인근에 건설되었고, 결국 이 공장은 만 명의 노동자를 고용하는 국내 최대 규모 공장 중 하나가 되었다. 잘츠기터 지역 직원의 대부분인 4만 7천 명은 비독일인이었다. 1937년부터 1942년까지 5년 동안 인구는 5배 증가했다. 독일인에게도 주택이 충분하지 않아 외국인 노동자들은 70개의 임시 캠프에서 생활해야 했다. 게슈타포는 비행 노동자들을 위한 현장 강제 수용소를 운영했다. 나치 강제 수용소의 수감자들을 대상으로 한 강제 노동은 1944년 5월까지 사용되지 않았다. 잘츠기터에 노예를 공급한 세 개의 캠프에는 최대 6,500명의 수감자가 수용되었다. 또 다른 지역 캠프인 드루테는 1942년부터 라이히스베르케의 탄약 공장에 노예 노동자들을 공급했다 (참조: 노이엔가메 강제 수용소의 하위 수용소 목록, 첼러 하센야크트 ). 잘츠기터는 연합군의 폭격 목표가 여러 번 되었지만, 공장 피해는 미미했다. 용광로는 1945년 4월 미군에 의해 점령될 때까지 가동되었다.

## 확장

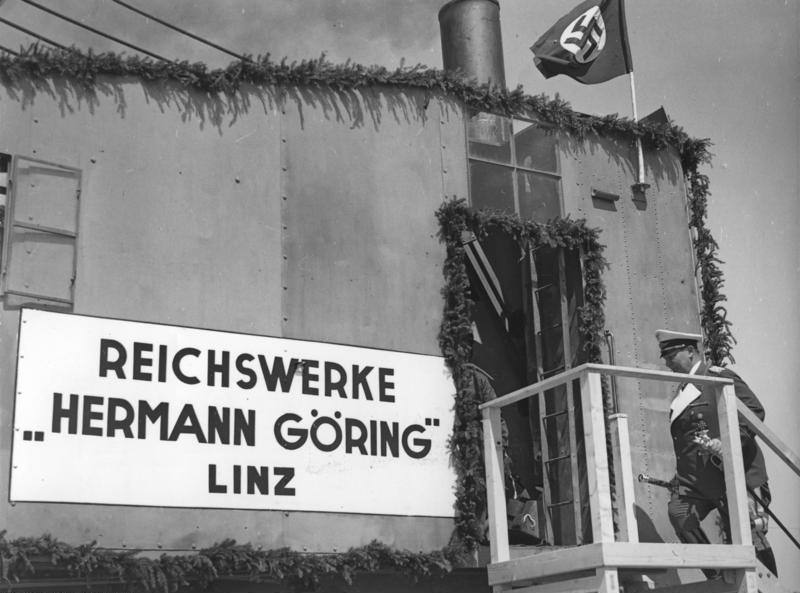
1938년 5월 13일. 린츠에 있는 라이히스베르케 건설 현장을 방문한 헤르만 괴링.

1937년 11월 샤흐트가 해임된 후, 라이히스베르케는 급격히 성장했지만, 루르의 사유 철강 공장들은 자본을 박탈당했다 (그들의 생산 능력은 제2차 세계 대전 발발 전까지 연간 1600만 톤으로 유지되었다). 1938년 2월, 괴링은 라이히스베르케의 자본을 틀:라이히스마르크으로 늘렸고, 연쇄적인 합병을 시작했다. 4월에 라이히스베르케는 라인메탈을 흡수하여 무기 생산으로 진출했다. 몇 달 후, 라이히스베르케는 광석 추출부터 고급 무기 생산까지 오스트리아 중공업의 대부분을 통합했다.
괴링은 1937년에 오스트리아 철강에 관심을 돌렸다. 1938년 3월 안슐루스는 그에게 오스트리아 자원에 대한 거의 무제한적인 접근권을 주었다. 오스트리아에서의 라이히스베르케의 활동은 괴링이 점령된 자산을 국유 재산으로 간주했으며, 사유 독일 기업과 이익을 공유할 의사가 없었음을 보여주었다. 오히려 라이히스베르케는 이미 독일 투자자들이 소유했던 오스트리아 자산을 흡수하고, 루르의 대기업들을 오스트리아 산업에서 완전히 제거했다. 오스트리아에서 라이히스베르케의 주요 목표였던 알피네 몬탄게젤샤프트 철강 회사는 독일 거대 기업 VS가 56%를 소유하고 있었다. 안슐루스 직후, 괴링은 VS에게 오스트리아 광석 채굴 속도를 높일 것을 권고했지만, 사유 기업은 과잉 생산을 우려하여 다시 거부했다. 라이히스베르케는 알피네의 비지배 지분을 매입한 후 6개월 동안 회사에 대한 완전한 통제권을 장악했다. 규제 압력으로 인해 알피네의 가치가 하락할 위험이 있었고, 1939년 3월 VS는 물러났다. 알피네의 광석 자원은 괴링의 두 번째 대규모 프로젝트에 필수적이었다. 이 프로젝트는 아이젠베르케 오버도나우와 수많은 건설 및 운송 회사를 포함하는 수직 통합형 린츠 제철소 클러스터였다. 괴링은 프로이센 대통령과 루프트바페 사령관으로서 라이히스베르케와 석유 및 항공 산업 간의 긴밀한 유대 관계를 구축하기도 했다.
국가와 철강 대기업 간의 관계는 계속 악화되었고, 괴링은 과거 소유주로부터 다른 오스트리아 자산과 이후 체코 자산을 강탈하기 위해 동일한 위협 패턴을 사용했다. 라이히스베르케는 체코 중공업의 50~60%를 흡수했고, 오스트리아에서는 그보다 약간 적은 비율을 차지했다. 인수 방식은 성실한 주식 매입부터 종속된 지역 은행을 통한 대리 통제, 그리고 영국 소유였던 로스차일드가의 비트코비체 제철소의 경우와 같은 노골적인 압류에 이르기까지 다양했다. 1938년 합병된 주데텐란트는 최초의 상당한 석탄 매장량을 가져왔다. 독일에서 라이히스베르케는 루르 대기업들에게 1939년에 가동된 잘츠기터 용광로에 시장 가격 이하로 석탄을 공급하도록 강요함으로써 효과적으로 굴복시켰다. 폴란드 탄광 "인수"는 라이히스베르케가 석탄 가격을 더욱 낮출 수 있도록 했다.
전쟁 발발 후, 라이히스베르케는 평시의 형식을 버리고 매력적인 모든 "독일" 자산을 단순히 인수했다. 그들은 전쟁 기간 동안 자신을 "독일 국가의 수탁자"로 선언하며, 점령국들을 대기업의 "식민주의"로부터 구하는 하얀 기사 역할을 했다. 인정된 합의와 보상은 전쟁이 끝날 때까지 연기되었다. 그러나 1942년에 개발된 라이히스베르케의 전후 계획은 루르를 희생시키면서 중공업에 대한 국가 통제를 더욱 강화하고 동부 영토를 산업화할 것을 요구했다. 라이히스베르케는 연합군 폭격기 접근이 어려운 중앙 유럽에서의 산업 개발을 분명히 선호했다. 1943년에서 1944년까지 라이히스베르케 철강 생산량의 절반은 점령지에서, 나머지 절반은 독일 (병합된 오스트리아 포함)에서 생산되었다.
1941년에서 1942년 사이에 점령된 소련의 석탄 및 철강 산업은 라이히스베르케의 가장 어려운 과제가 되었다. 히틀러는 라이히스베르케에 포기된 공장들을 가능한 한 빨리 수확하도록 지시했다. 플라이거는 루르의 오래된 철강 거물들에게 관리팀을 보내 소련 자산을 말 그대로 "입양"하도록 강요했다. 마지못해 철강 거물들은 반대했지만, 히틀러의 명시적인 명령에 따라야 했다. 급진적인 나치주의자들은 다른 이유로 반대했지만, 더 나은 해결책을 제시할 수 없었다.
루마니아 자산, 즉 루마니아 전체 석탄 및 철강 생산 능력의 거의 전부가 일련의 우호적인 협정을 통해 인수되었으며, 독일-루마니아 공동 통제하에 놓였다. 특히 가장 큰 루마니아 조선소인 갈라치 조선소에 특별한 관심이 주어졌다. 1942년, 루마니아 조선소는 라이히스베르케와 "기술 문제 지원" 협정을 체결했다. 조선소의 자본은 5천만 레이에서 5억 5천만 레이로 11배 증가했다. 같은 해, 1938년에 건조가 시작된 루마니아 해군 잠수함 마르수이눌과 레키눌이 마침내 완성되었다. 그 해의 또 다른 주목할 만한 성과는 루마니아 최초의 국내 건조 유조선 SRT-128의 진수였다. 1943년, 독일 자재로 M형 소해정 4척이 루마니아에서 건조되었다. 이 독일-루마니아 협력은 전쟁해군에도 이익이 되었는데, 루마니아 조선소가 1942년에서 1943년 사이에 6척의 연안 잠수함을 조립했기 때문이다. 루마니아 조선소는 S-보트 조립에도 참여했다.

## 구조 조정

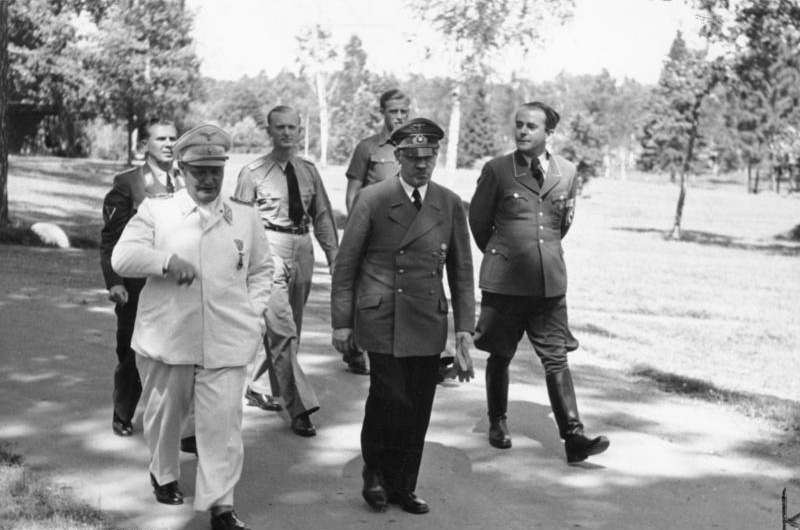
알베르트 슈페어 (오른쪽)는 1942년에 괴링 (왼쪽)으로부터 무기 및 군수 공장을 인수했다.

1941년 말까지 라이히스베르케는 유럽에서 가장 큰 기업이 되었다. 이 복합기업은 일련의 조직 개편을 겪었으며, 1941년 1월에 그 자산은 세 부문으로 재편되었다.
- A 블록 - 석탄, 철강 (독일, 오스트리아, 보헤미아 및 모라비아, 프랑스, 룩셈부르크, 폴란드 및 루마니아)
- B 블록 - 무기 및 군수품 (독일, 오스트리아, 보헤미아 및 모라비아)
- C 블록 - 수상 및 철도 운송

나중에 점령된 소련 자산, 즉 우크라이나의 크리비 리흐 및 도네츠 분지 공장과 광산, 그리고 벨라루스, 라트비아 및 중앙 러시아의 소규모 지분을 위한 네 번째 부문이 추가되었다.
라이히스베르케는 너무 많은 공장을 소유하여 효율적으로 운영할 수 없었다. 가장 유망한 자산을 정확히 찾아내기보다는, 가지고 있는 모든 것에 가용한 자원을 분산시켰다. 그 관리자들은 민간 기업의 경영을 형성하는 경쟁 압력을 느끼지 못했다. 리처드 오버리는 괴링의 장기적인 거대 프로젝트에 대한 집착이 경제를 고갈시켰을 뿐만 아니라, 전격전의 이념과 극명한 대조를 이룬다고 지적했다.
1942년에 거대한 복합기업을 통제할 수 없다는 사실이 명백해졌고, 플라이거는 괴링을 설득하여 라이히스베르케를 석탄, 철, 강철 생산으로 제한하도록 했다. 라이히스베르케는 무기 및 군수 공장에 대한 통제권을 토트 기관 및 그 후계자인 군수성에 넘겼다. 그럼에도 불구하고 조직은 손실을 보았는데, 실제로 A 블록은 1939년부터 1945년까지 매년 손실을 기록했다. 프랑스 사업은 훨씬 더 나빴다.

## 청산

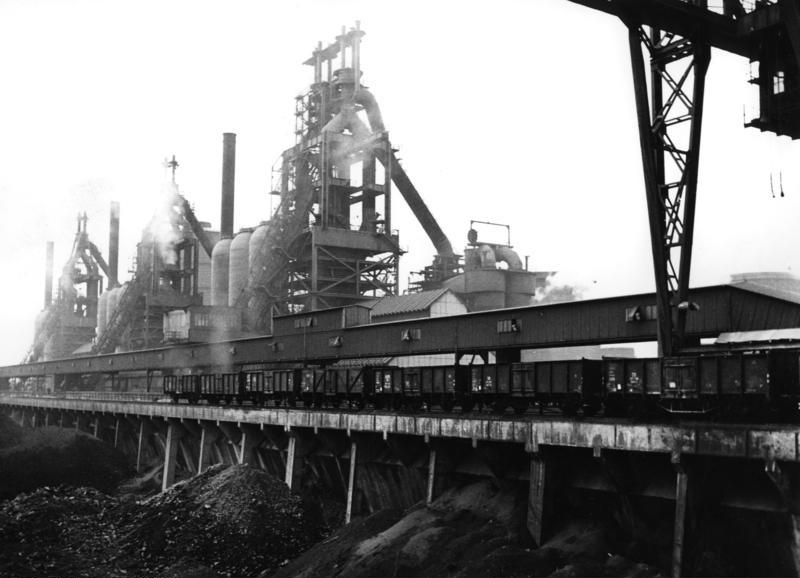
1961년 잘츠기터 공장

정복을 통해 라이히스베르케가 획득한 자산은 1943년에서 1945년 사이에 연합군에 의해 탈환되었다. 여기에는 ARBED (룩셈부르크) 및 스코다 웍스의 자산이 포함되었다.
연합군 점령하 오스트리아에 있던 라이히스베르케의 자산은 1946년 7월 26일 오스트리아 의회에서 제정된 제1차 국유화법에 의해 국유화되었다. 연합군 공습으로 파괴된 에르츠베르크의 광석 광산과 린츠의 제철소는 국영 VÖEST(현재 푀스탈피네의 일부)로 재편되었다. 이 자산들의 재건은 오스트리아 마셜 플랜의 핵심 우선순위가 되었다. 국유화는 미국 국무부의 지지를 받았고, 미국 육군 장성들은 민영화를 주장하며 반대했다. 한때 라이히스베르케가 소유하고 미군이 통제했던 슈타이어-다임러-푸흐는 마크 웨인 클라크가 옹호한 사설 현대화의 시험 모델이 되었다. 결국 국무부가 승리했고 오스트리아는 자유롭게 공장을 국유화할 수 있게 되었다. 소련 점령 지역에 있던 라이히스베르케 자산은 오스트리아 내 소련 자산 관리국에 의해 인수되었고, 1955년에 보상금과 함께 오스트리아에 반환되었다.
잘츠기터 용광로는 폐쇄되었고 해체 대상으로 지정되어 도시 경제를 황폐화시켰다. 해체는 1947년에 본격적으로 시작되어 용광로와 주조 공장의 철거로 끝났다. 잘츠기터는 동부에서 온 독일인 난민 4만 4천 명으로 넘쳐났고, 실업률은 30%를 초과했으며, 영국은 공산주의 봉기를 우려하여 주민들을 물리적으로 재정착시키는 것을 고려했다. 1945년 잘츠기터에서 일하던 3만 7천 명의 실향민 (대부분 폴란드 출신) 중 다수는 재정착을 거부했고, 추방은 1950년대 중반까지 계속되었다. 1950년 2월, 노동자들은 공장 해체에 맞서 일어섰고 결국 영국군과의 무혈 대치에서 승리했다. 해체는 1년 더 계속되었지만, 잘츠기터의 제강은 구원되었다. 국영 공장은 1953년까지 라이히스베르케라는 이름으로 운영되다가 AG für Bergbau- und Hüttenbetrieb으로 개명되었고, 결국 잘츠기터 AG가 되었다. 괴링의 문장 (상징)을 닮은 라이히스베르케 로고는 1980년대까지 교체되지 않았다.

### 참조주
1. ↑  Overy, p. 145.
2. ↑  Gellately, p.274.
3. 1 2  Overy, p. 108.
4. 1 2  Overy, p. 155.
5. 1 2 3  Overy, pp. 162-163.
6. ↑  Overy, p. 113.
7. 1 2  Overy, p. 151.
8. 1 2 3 4 5  Overy, p. 159.
9. ↑  Neumann, pp. 20-21.
10. 1 2 3 4  Neumann, p. 30.
11. 1 2 3  Overy, p. 105.
12. 1 2 3 4 5 6  Overy, p. 97.
13. ↑  Salzgitter ores contained high levels of silicic acid and could not be smelted in conventional furnaces - Neumann, p. 19.
14. 1 2 3  Overy, p. 98.
15. ↑  Overy, p. 99.
16. 1 2  Overy, p. 100.
17. 1 2  Overy, p. 104.
18. 1 2 3 4  Overy, p. 114.
19. 1 2  Overy, p. 106.
20. 1 2  Neumann, p. 19.
21. 1 2 3 4  Neumann, p. 20.
22. 1 2 3 4  Neumann, p. 21.
23. 1 2  Neumann, p. 25.
24. ↑  Overy, p. 107.
25. ↑  Rheinmetall owned subsidiaries in the Netherlands, thus Reichswerke also acquired leverage over the Dutch economy - Overy, p. 329.
26. ↑  Overy, p. 150.
27. 1 2  Overy, p. 148.
28. ↑  Overy, pp. 108 and 109.
29. ↑  The alpine component of present-day 푀스탈피네.
30. 1 2 3  Overy, p. 109.
31. 1 2  Overy, p. 149.
32. ↑  Overy, pp. 149–150.
33. 1 2  Overy, p. 164.
34. ↑  Overy, p. 110.
35. ↑  Overy, p. 154.
36. ↑  Overy, p. 111.
37. ↑  Overy, p. 340.
38. ↑  Overy, pp. 115-116.
39. ↑  Overy, pp. 115-116 and 151.
40. ↑  Overy, p. 170, table 5.5.
41. 1 2 3  Overy, p. 173.
42. ↑  Overy, pp. 159-160.
43. ↑  Rumania Economic Survey, Great Britain. Ministry of Economic Warfare, 1943, p. 28
44. ↑  W.M. Thornton, Submarine Insignia and Submarine Services of the World, Pen and Sword Publishing, 1996, p. 100
45. ↑  Romanian Review, Editions 6-7, Romania, 1981, p. 195
46. ↑  Frederick Thomas Jane, Jane's Fighting Ships, Sampson Low, Marston and Company, 1974, p. 275
47. ↑  Steel and Ice: The U-boat Battle in the Arctic and Black Sea 1941-45, Chapter 5 - The Black Sea: War in the South 1942-43, 5th page
48. ↑  The New International Year Book, Dodd, Mead and Company, 1942, p. 403
49. ↑  V. E. Tarrant, The Last Year of the Kriegsmarine: May 1944 - May 1945, Naval Institute Press, 1994, p. 121
50. ↑  Lawrence Paterson, Schnellboote: A Complete Operational History, pp. 234-235
51. ↑  Overy, p. 245.
52. ↑  Overy, p. 170, table 5.4.
53. ↑  Overy, p. 170.
54. ↑  Overy, p. 139.
55. 1 2  Tweraser, p. 293.
56. 1 2 3  Tweraser, p. 294.
57. 1 2 3 4  Neumann, p. 26.
58. 1 2  Neumann, p. 28.

### 참고 문헌
- Neumann, Klaus (2000). Shifting memories: the Nazi past in the new Germany. University of Michigan Press. ISBN 0-472-08710-X.
- 로버트 젤라틀리 (2020). Hitler's True Believers. Oxford University Press. ISBN 0-19-068990-0.
- 오버리, R. J. (1995). War and economy in the Third Reich. Oxford University Press. ISBN 0-19-820599-6.
- Tweraser, Kurt (2000). The Marshall Plan and the Reconstruction of the Austrian Steel Industry 1945-1953. in: Bischof, Gunther et al. (2000). The Marshall Plan in Austria. Transaction Publishers. ISBN 0-7658-0679-7. pp. 290–322.

## 추가 자료
- Wysocki, Gerd (1982, in German). Zwangsarbeit im Stahlkonzern: Salzgitter und die Reichswerke "Hermann Göring," 1937-1945. Magni-Buchladen. ISBN 3922571077. The history and significance of this study is reviewed by Neumann, pp. 31–32.